# Myopterus daubentonii
Myopterus daubentonii  — вид рукокрилих родини молосових.

## Середовище проживання
Країни проживання: Центрально-Африканська Республіка, Демократична Республіка Конго, Кот-д'Івуар, Сенегал. Як правило, це вид низовин, але був виявлена до 1250 м над рівнем моря. Були зафіксовані на краю сухого лісу, в сухих саванах, і він, здається, спеціаліст по мозаїці галерейного лісу.

## Стиль життя
Колонії ночують у дуплах дерев. 

## Загрози та охорона
Виду загрожує втрата середовища існування, особливо усунення потенційних дерев для сідал. Не відомо чи вид присутній в будь-яких території, що охороняються.